# Scotland Act 1998
Lo Scotland Act 1998 (c. 46) (in italiano: Legge sulla Scozia del 1998) è un atto del Parlamento del Regno Unito che stabilisce il principio di decentramento al Parlamento scozzese.
La legge fu introdotta dal Partito Laburista e poi dal governo, nel 1998, dopo il referendum del 1997 in cui gli scozzesi votarono per la creazione di un parlamento della nazione costitutiva e per l'attribuzione di determinati poteri ad esso. La legge crea il Parlamento scozzese, definisce il modo in cui i suoi membri vengono eletti, sebbene alcuni dettagli vengano lasciati regolare dal Parlamento stesso e stabilisce il sistema di voto delle leggi da parte del Parlamento creato. La legge, tuttavia, mantiene la sovranità del Parlamento britannico sul nuovo parlamento.
La legge prepara la creazione di un governo scozzese. È composto dal Primo ministro scozzese e da altri ministri, nominati dal monarca del Regno Unito con l'approvazione del Parlamento. La legge definisce anche i poteri del Parlamento scozzese e i meccanismi regolatori tra Parlamento e governo.
La legge è stata adottata il 17 novembre 1998 e riceve il Royal Assent due giorni dopo, il 19 novembre. Le prime elezioni si svolgono nel maggio 1999 e il Parlamento e il governo scozzesi entrano in carica a pieno titolo il 1º luglio 1999.

## Modifica dello Scotland Act 1998
Dopo il successo del Partito Nazionale Scozzese (SNP) alle elezioni parlamentari del 2007, i tre principali partiti britannici (laburista, conservatore e democratico liberale) hanno promesso di concedere una maggiore delegazione di poteri al Parlamento scozzese.
A tal fine, hanno istituito una commissione presieduta da Kenneth Calman (Commissione sulla devoluzione scozzese). In seguito alla pubblicazione di un rapporto il 15 giugno 2009 da parte della Commissione, il governo britannico guidato da David Cameron presenta un disegno di legge a Westminster per modificare lo Scotland Act 1998. Questo disegno di legge che prevede poteri aggiuntivi per il Parlamento scozzese è stato adottato nell'aprile 2012, dopo aver ricevuto l'assenso reale il 1º maggio 2012, prende il nome di Scotland Act 2012.
Lo scopo principale del Scotland Act 2012 è quello di garantire nuovi poteri fiscali al Parlamento scozzese.